# Paper Clip (The X-Files)
«Paper Clip» es el segundo episodio de la tercera temporada de la serie de televisión estadounidense de ciencia ficción The X-Files. Se estrenó en la cadena Fox el 29 de septiembre de 1995. Fue dirigido por Rob Bowman y escrito por el creador de la serie Chris Carter. «Paper Clip» contó con apariciones especiales de Sheila Larken, Melinda McGraw y Nicholas Lea. El episodio es uno de los que exploran la mitología general o la historia ficticia de The X-Files. «Paper Clip» obtuvo una calificación Nielsen de 11,1, siendo visto por 17,2 millones de personas en su transmisión inicial. «Paper Clip» recibió opiniones muy positivas de la crítica; Generalmente, tanto los críticos como el elenco/equipo lo consideran uno de los mejores episodios de la serie.
El programa se centra en los agentes especiales del FBI Fox Mulder (David Duchovny) y Dana Scully (Gillian Anderson), quienes trabajan en casos relacionados con lo paranormal, llamados expedientes X. En este episodio, Mulder y Scully investigan la información obtenida de los registros secretos del gobierno y descubren que un científico nazi que trabajó como parte de la Operación Paperclip pudo haber sido responsable de crear una raza de híbridos humano-extraterrestres. «Paper Clip» concluye una historia de tres episodios, que continúa desde el final de la segunda temporada «Anasazi» y el estreno de la tercera temporada «The Blessing Way».
Los creadores de la serie compararon los temas del episodio con la trilogía de Star Wars, refiriéndose a las revelaciones sobre el padre de Mulder y a La decisión de Sophie, refiriéndose a cómo William Mulder se vio obligado a elegir entre Fox o Samantha para que fueran abducidos.

## Argumento
Continuando con el episodio anterior, Dana Scully (Gillian Anderson) y Walter Skinner (Mitch Pileggi) se sostienen a punta de pistola. Fox Mulder (David Duchovny), la persona que permanece fuera de su apartamento, irrumpe y obliga a Skinner a dejar el arma. También exige que Skinner entregue la cinta digital. Skinner insiste en quedarse con la cinta, diciendo que es su única ventaja para exponer la conspiración.
Los agentes visitan a los pistoleros solitarios, mostrándoles una foto antigua de Bill Mulder, el fumador, Garganta Profunda y otros miembros del Sindicato. Los pistoleros solitarios también reconocen a Victor Klemper, un notorio científico nazi que fue traído a los Estados Unidos bajo la Operación Paperclip. Melvin Frohike le informa a Scully sobre el estado de su hermana Melissa. Mulder convence a Scully de que no visite a Melissa en el hospital, ya que allí podría ser atacada.
Furiosos porque la persona equivocada fue asesinada, el Sindicato exige que el fumador produzca la cinta. El fumador promete hacerlo al día siguiente. Mientras tanto, Mulder y Scully visitan a Klemper, quien dice que la foto fue tomada en Strughold Mining Facility, una antigua mina en Virginia Occidental. Después de que los agentes se van, Klemper llama al Hombre de las uñas perfectas y le informa que Mulder está vivo. La noticia hace que el Sindicato desconfíe aún más del fumador. Mientras tanto, en el hospital, Albert Hosteen visita a Melissa mientras un hombre trajeado merodea cerca.
Mulder y Scully llegan a la instalación minera y, utilizando el código de la constante de Napier que les dio Klemper, abren una de las puertas reforzadas del interior. Los agentes descubren un gran complejo de archivadores que contienen registros de vacunación contra la viruela y muestras de tejido. Mulder encuentra el archivo de su hermana Samantha y descubre que originalmente estaba destinado a él. Mientras tanto, Skinner le dice al fumador que puede haber encontrado la cinta digital. El fumador está agitado por esto, insistiendo en que no hará un trato con Skinner y amenazando tácitamente su vida.
Al escuchar ruido, Mulder se dirige afuera y es testigo de un ovni volando por encima; adentro, pequeños seres pasan corriendo junto a Scully. Llegan vehículos llenos de soldados armados, lo que obliga a los agentes a huir. Los agentes se reúnen con Skinner en un restaurante en la zona rural de Maryland. Skinner quiere entregar la cinta a cambio de su reincorporación y seguridad. Después de objetar inicialmente, Mulder accede a dejar que Skinner entregue la cinta. Skinner se dirige a ver a Melissa en el hospital y Hosteen le cuenta sobre el misterioso hombre de traje azul que está afuera. Skinner persigue al hombre hasta una escalera donde es atacado por Alex Krycek y Luis Cardinal, quienes lo golpean hasta dejarlo inconsciente y roban la cinta.
Krycek escapa por poco de un atentado contra su vida cuando su auto explota. Posteriormente, llama al fumador y le dice que tiene la cinta y que hará público su contenido si alguien lo persigue. El fumador miente al resto del Sindicato, diciéndoles que el posible asesino de Scully murió en el atentado en el auto bomba y que la cinta fue destruida con él. Mulder y Scully regresan al invernadero de Klemper y encuentran allí al Hombre de las uñas perfectas. Admite conocer al padre de Mulder y afirma que ayudó a recopilar datos genéticos para identificación postapocalíptica, datos que Klemper usó para trabajar en híbridos humano-extraterrestres. Samantha fue tomada para garantizar el silencio de Bill Mulder después de que se enteró de los experimentos.
Mulder se enfrenta a su madre, quien le dice que su padre eligió que se llevaran a Samantha. En la sede del FBI, Skinner se reúne una vez más con el fumador sobre la cinta. El fumador nota el engaño de Skinner, sabiendo que ya no tiene la cinta, pero Skinner revela que Hosteen y otros veinte navajos ya memorizaron el contenido de la cinta y están listos para revelarlo si Mulder o Scully resultan heridos. Mulder se encuentra con Scully en el hospital, quien le revela que su hermana murió unas horas antes. Mulder le dice a Scully que cree que la verdad aún está en los expedientes X. Scully le dice que ha oído la verdad y que ahora lo que quiere son las respuestas.

## Temas
Jan Delasara, en el libro PopLit, PopCult and The X-Files argumenta que episodios como «Paper Clip», o episodios posteriores como «Nisei» y «731», muestran la confianza del público en la ciencia «erosionándose», Delasara propone que los científicos «arrogantes» que están «reelaborando el tejido de la vida» están provocando que la fe del público en la ciencia se desvanezca drásticamente, «una preocupación», señala, «que se aborda directamente en los episodios de X-Files».
Además, señala que casi todos los científicos retratados en The X-Files están representados con una «conexión con el mal antiguo», con la única excepción de la Agente Scully. En «Paper Clip» uno de los principales científicos es un ex nazi. A medida que avanza el episodio, sus actividades científicas pronto comienzan a pintarlo como el científico arquetípico que «va demasiado lejos», un factor serio que Delasara argumenta que «“aliena” [al público] más lejos de la ciencia y sus practicantes».

## Producción

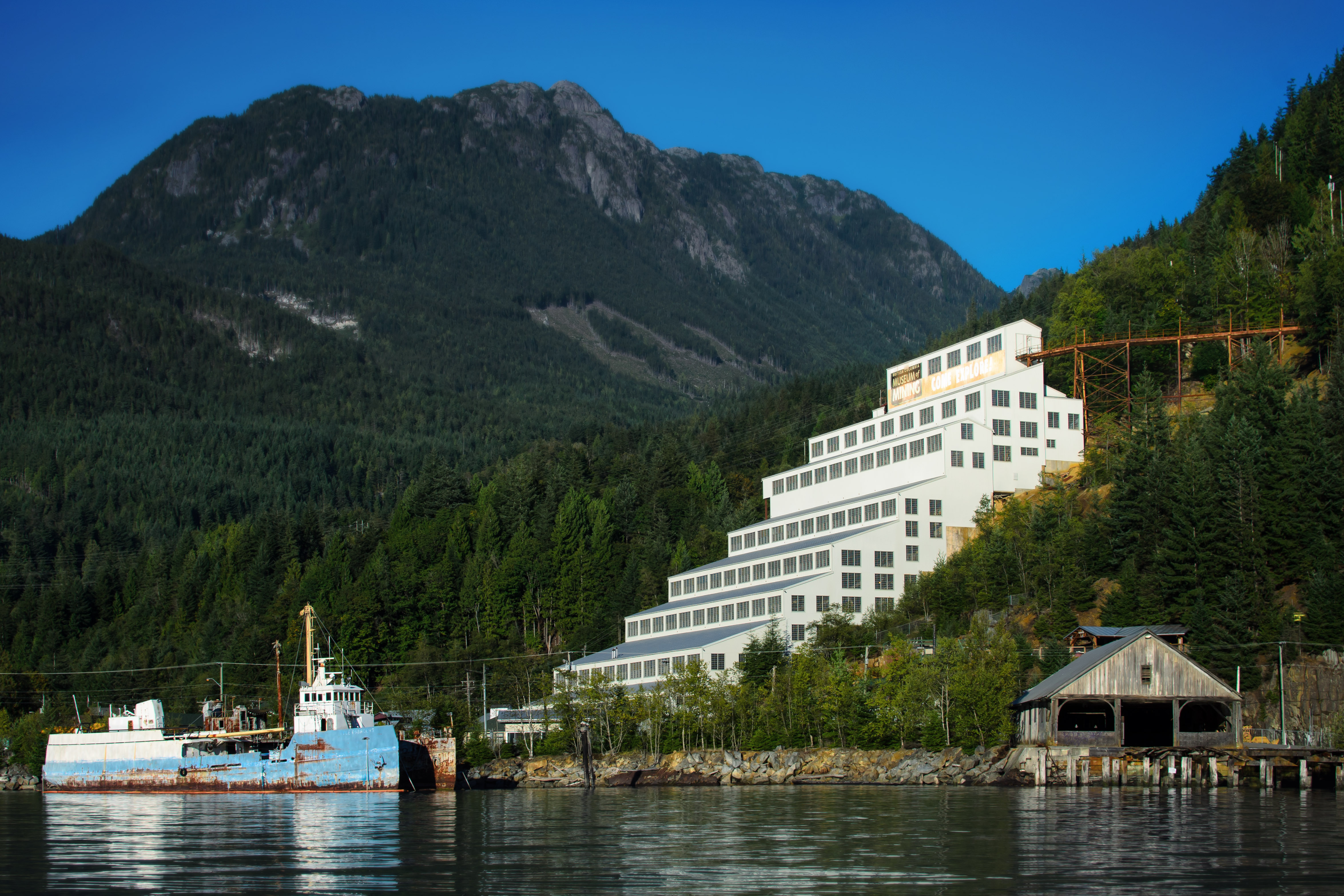
El Museo de Minería Britannia, en Britannia Beach, Columbia Británica, Canadá, sirvió como la Instalación Minera Strughold.

Los extraterrestres de este episodio que pasan corriendo junto a Scully en las instalaciones mineras fueron interpretados por niños de ocho y nueve años. La nave espacial avistada por Mulder se logró mediante el uso de una grúa para levantar luces sobre el edificio donde Mulder estaba afuera. La constante de Napier se usa como código para acceder a la instalación minera en el episodio, aunque el código usado es erróneo. Scully y Mulder usan el código «27828» para abrir la puerta cuando, de hecho, los primeros cinco dígitos de la constante de Napier son 27182. La instalación minera lleva el nombre del Dr. Hubertus Strughold, un científico alemán de la vida real que fue empleado de los Estados Unidos. después de la Segunda Guerra Mundial. El Victor Klemper ficticio se basa en Strughold, quien fue acusado de realizar experimentos similares en humanos. El nombre es casi idéntico al de Victor Klemperer un judío alemán que escapó de la persecución durante la Segunda Guerra Mundial al huir al territorio controlado por Estados Unidos. El Museo de Minería Britannia, en Britannia Beach, Columbia Británica, Canadá, sirvió como la Instalación Minera Strughold. Este episodio fue dedicado en memoria de Mario Mark Kennedy, un fanático de Internet del programa que había muerto en un accidente automovilístico en 1995.
El editor de historia Frank Spotnitz dijo sobre el episodio: «Me encanta “Paper Clip”. Estaba encantado con la trama. Sé que se movió muy rápido para algunas personas, pero en realidad creo que para algunos de estos programas no es necesario entender todo. Creo que es más emocionante ir a la velocidad de un cohete. Todo el mundo estaba en lo cierto en ese; las actuaciones de David y Gillian, la dirección de Rob Bowman, la escritura de Chris Carter, todo fue simplemente fantástico en ese programa». Bowman dijo: «Cuando terminé “Paper Clip”, pensé: “No sé qué más voy a hacer este año para superar esto”». En 1996, Mitch Pileggi calificó el episodio como uno de los mejores del programa, particularmente disfrutando la línea donde le dice al fumador «frunce el ceño y bésame el culo». Pileggi afirma que es una de sus líneas favoritas. La escena se usó con frecuencia para presentarlo en las convenciones de X-Files.
Los creadores compararon los temas del episodio con la trilogía de Star Wars, refiriéndose a las revelaciones sobre el padre de Fox Mulder, y La decisión de Sophie, refiriéndose a cómo los Mulder se vieron obligados a elegir a Fox o Samantha para que los llevaran. Carter incluyó el motivo del búfalo blanco después de leer una noticia sobre el nacimiento de un búfalo blanco, sintiendo que la imagen era tan poderosa que no le importó que no encajara del todo con las creencias navajo utilizadas en otras partes del episodio.

## Recepción
«Paper Clip» se estrenó en la cadena Fox el 29 de septiembre de 1995. El episodio obtuvo una calificación doméstica Nielsen de 11,1 con una participación de 20, lo que significa que aproximadamente el 11,1 por ciento de todos los hogares equipados con televisión y el 20 por ciento de los hogares que miraban televisión sintonizaron el episodio. Un total de 17,2 millones de espectadores vieron este episodio durante su emisión original.
«Paper Clip» recibió opiniones muy positivas de la crítica, quienes generalmente la consideran entre las mejores de la serie. En una descripción general de la tercera temporada en Entertainment Weekly, «Paper Clip» fue calificado con una A−. Se llamó un «episodio sobresaliente», aunque la falta de voluntad de Scully para aceptar lo paranormal después de hacer contacto se consideró «la exacerbación de una tendencia enloquecedora». Escribiendo para The A.V. Club, Emily VanDerWerff calificó el episodio con una A+. Ella sintió que sus fortalezas provenían de sus paralelismos con la historia del mundo real, como su manejo de la Operación Paperclip y las acciones de Occidente durante la Guerra Fría, señalando que «los compromisos que hicieron los Estados Unidos y otras naciones occidentales para sobrevivir al ataque del comunismo en la Guerra Fría deberían haber hecho que más ciudadanos de esas naciones hicieran una pausa, se detuvieran a pensar en el costo de vivir gratis, pero casi nunca lo hacían». El episodio, junto con las otras dos partes del arco de la historia, fueron catalogados simultáneamente como el segundo mejor episodio de la serie por Nina Sordi de Den of Geek. Sordi señaló que la trama «sentó las bases para el arco de la mitología para el resto de la serie», y agregó que «trajo mucha más importancia a lo que está por venir».